# Triticum turgidum dicoccum
Il farro dicocco (Triticum turgidum subsp. dicoccum (Schrank ex Schübl.) Thell., 1918), noto anche come emmer, farro medio o comunemente anche solo farro, è un cereale della famiglia delle Poacee. È una delle tre specie del genere Triticum comunemente chiamate farro. È stata una delle prime otto colture rese coltivabili nel continente euro-asiatico.

## Storia

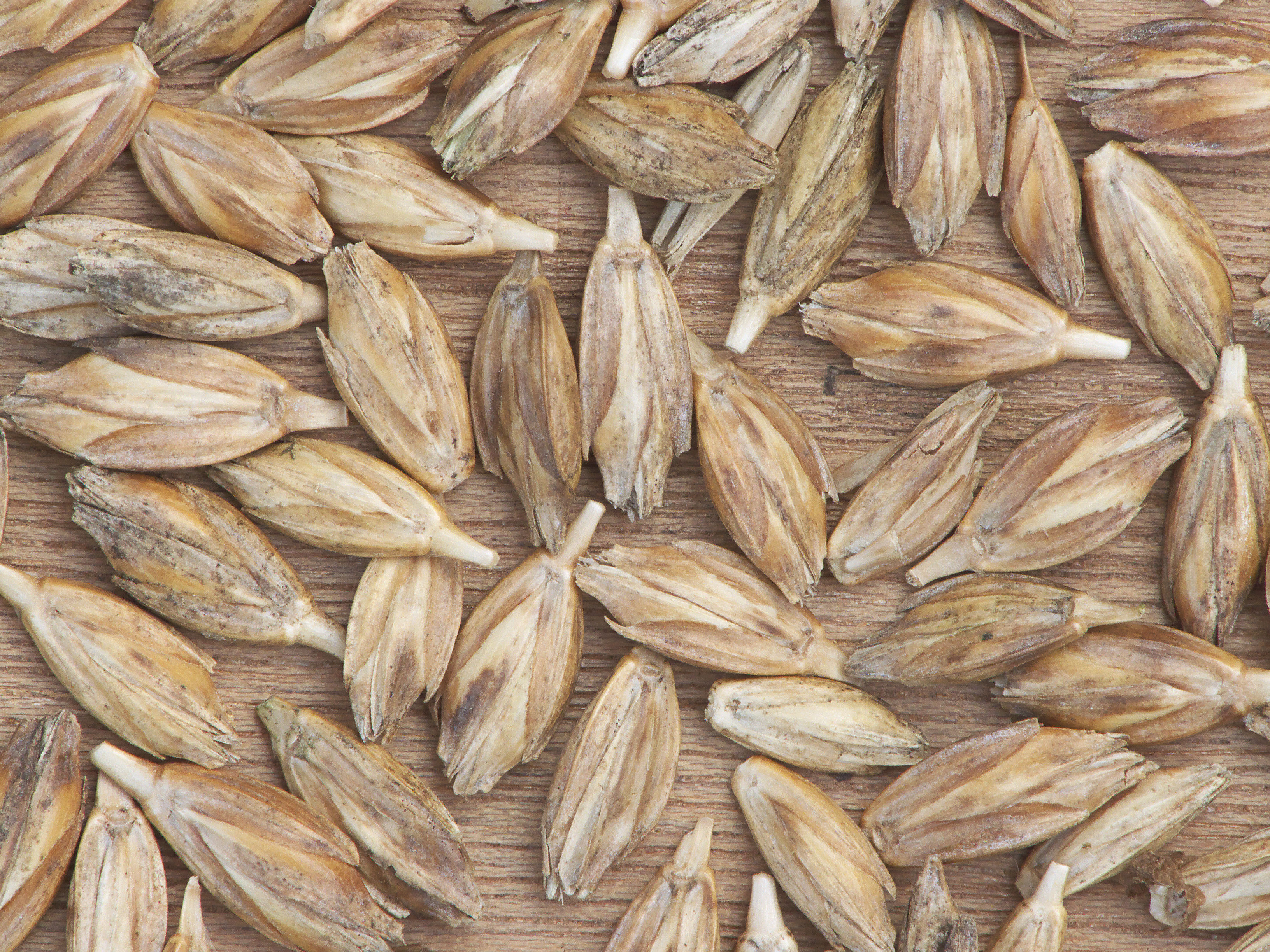
Farro

Le prime menzioni di questo cereale si ritrovano nella Mesopotamia del terzo millennio (in sumerico, ziz2), ed in seguito anche nella Bibbia. Era conosciuto e coltivato nell'antico Egitto. Ezechiele lo usava come uno degli ingredienti per il suo pane (Antico Testamento Ezechiele, 4:9). La farina di farro costituiva la base della dieta delle popolazioni latine.
Il pane di farro veniva consumato congiuntamente dagli sposi nel rito della cumfarreatio, la forma più solenne di matrimonio dell'antica Roma.
Dopo la coltivazione di altre varietà di cereali, in particolare frumento, mais e riso, la coltura del farro è andata diminuendo nel tempo fin quasi a sparire.
Oggi, riscoperto grazie alle sue ottime proprietà dietetiche, in Italia viene coltivato nelle zone appenniniche dell'Italia centrale, nel Lazio, in Umbria, in Abruzzo, Molise e in Toscana. In quest'ultima viene coltivato nella Garfagnana, ai piedi delle Alpi Apuane, in provincia di Lucca. Il farro della Garfagnana ha ottenuto la certificazione di qualità IGP.
Il suo consumo è relativamente diffuso in Germania, soprattutto sotto forma di farina usata poi per realizzare pagnotte.
Divenuto quasi una coltivazione "di nicchia", trova oggi una collocazione naturale nelle aziende biologiche.

## Coltivazione e raccolto
Il farro cresce anche su terreni poveri di elementi nutritivi, in zone collinari tra i 300 e i 1.000 m.s.l.m. La semina avviene in autunno, su terreno precedentemente preparato, utilizzando seme vestito. La preparazione del terreno non fa uso di diserbanti. La pianta è robusta e non abbisogna di concimi chimici o fitofarmaci, essendo resistente al freddo, alle malattie e agli agenti infestanti.
La raccolta, più tardiva rispetto a quella del grano, si effettua in estate con le normali macchine usate anche per la mietitrebbiatura del grano.

## Lavorazione
La particolarità del farro è che il seme, a fine trebbiatura, conserva ancora l'involucro protettivo (glumette), per cui abbisogna di un'ulteriore fase di lavorazione (denominata "sbramatura" o "brillatura"). Questo inconveniente, unito anche alla bassa resa, lo ha reso nel tempo meno "popolare" del grano ed ha di fatto spinto il coltivatore a rivolgersi verso colture più redditizie.
La resa in brillato risulta pari a circa il 60-70% del prodotto iniziale.
Dopo il raccolto, non ammuffisce e può essere conservato per molti anni.

## Consumo

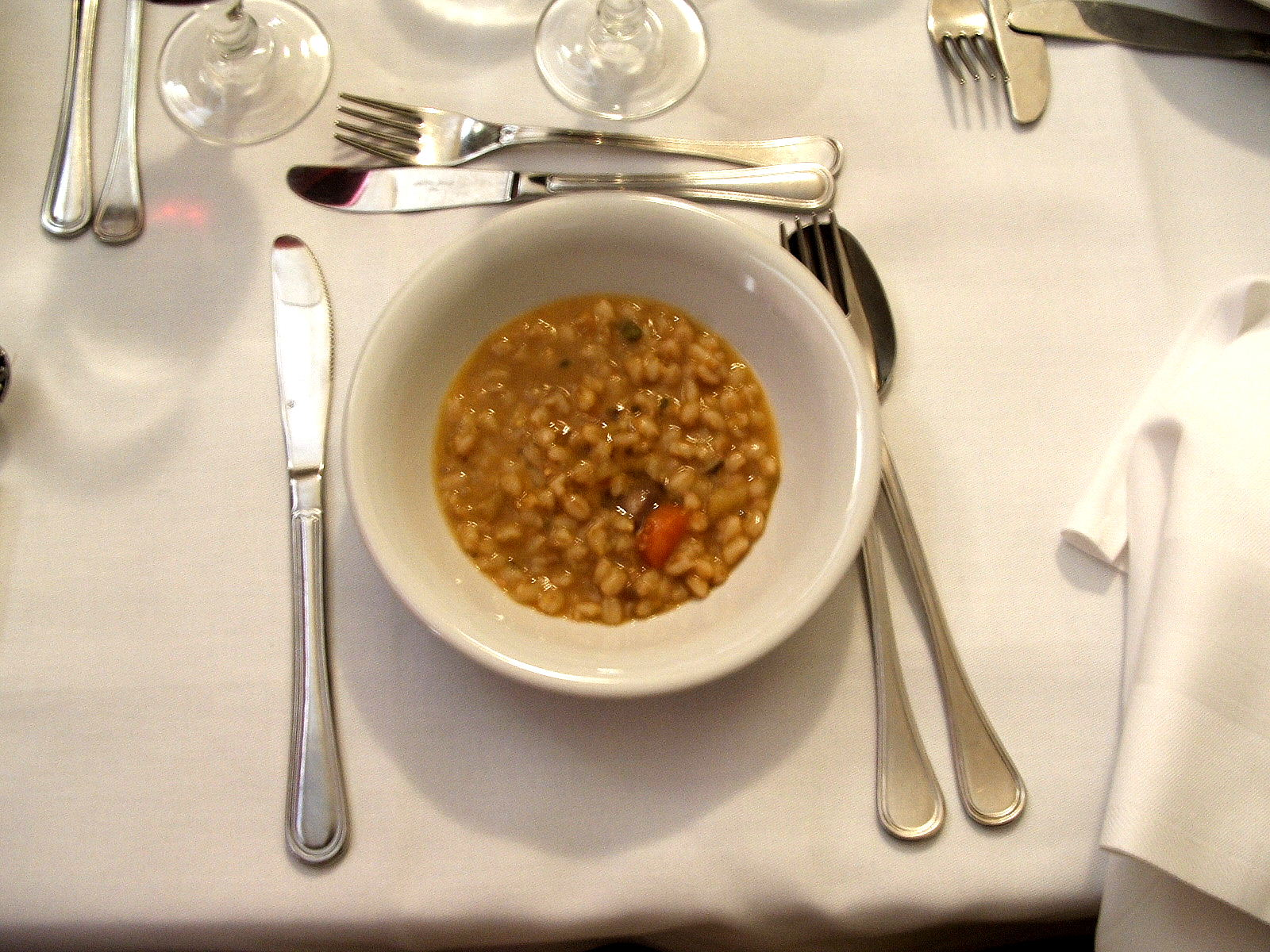
Minestra di farro tipica della Toscana

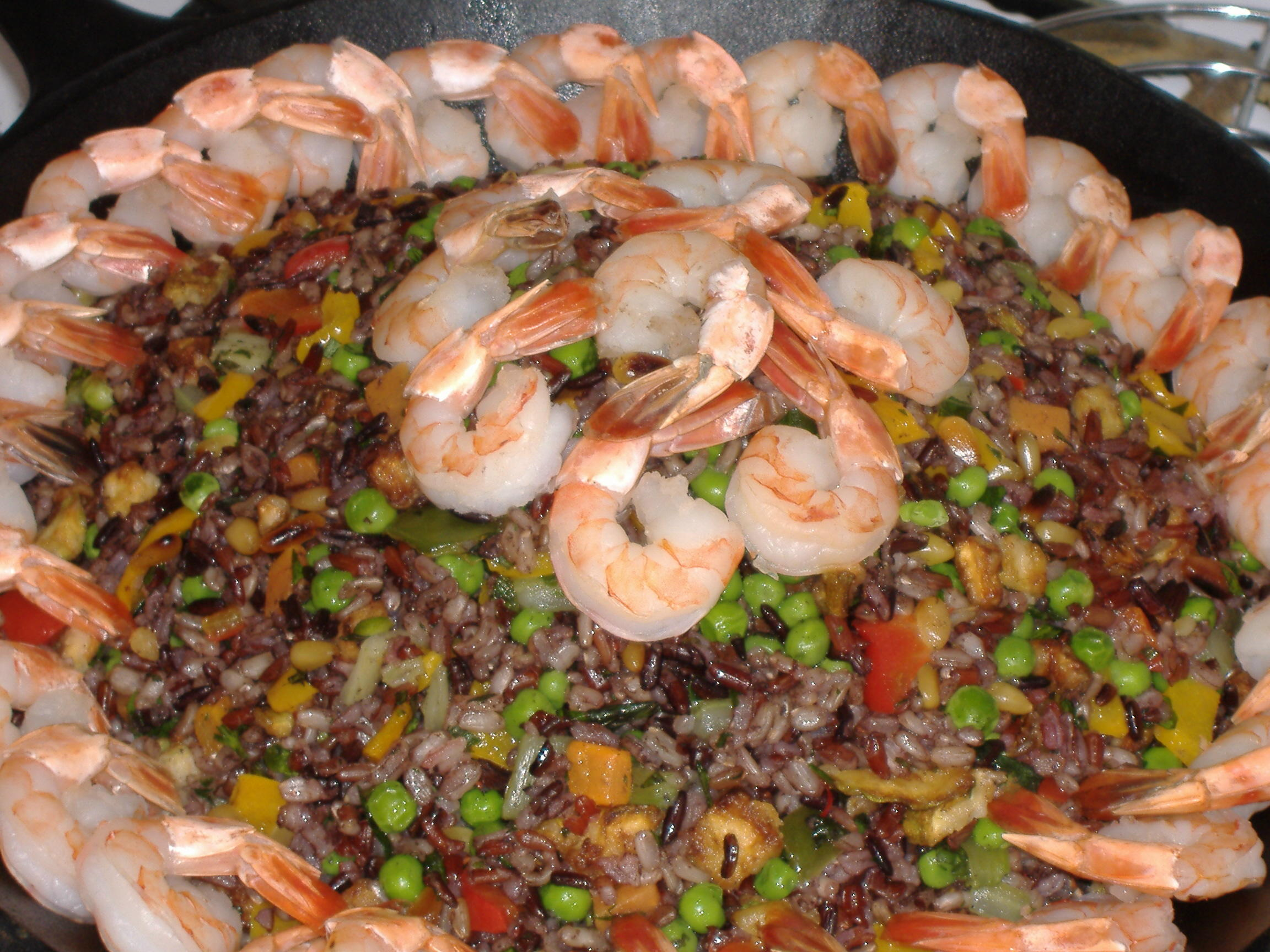
Insalata di farro, sormontata da gamberetti

Questo cereale si trova in commercio in due forme: il farro decorticato (o semplicemente farro) e il farro perlato.
Il farrotto è un cereale "vestito", in quanto la glumetta, la pellicola esterna del chicco, ricca di fibre, è molto aderente e quindi non viene eliminata dalla normale raffinazione con rulli cilindrici a cui è soggetto il frumento. 
Il farro decorticato conserva il pericarpo intatto, che viene invece eliminato nel farro perlato, che si presenta di colore molto più chiaro e cuoce in un tempo decisamente inferiore.
La granella di farro brillata può essere ulteriormente macinata per la preparazione di paste, pane o biscotti. La farina di farro è utilizzata anche nell'industria dolciaria.
Con la farina di farro si produce un pane, da alcuni preferito a quello di frumento integrale poiché si avvicina di più al sapore del pane bianco .
In cucina è utilizzato soprattutto come ingrediente di zuppe e minestre, in particolare è nota la minestra di farro. Si unisce molto bene coi legumi e le verdure, esaltando gusti e profumi. Ottimo per insalate fredde, risotti ai funghi porcini. Si abbina in maniera eccellente ai vini rossi.

## Riconoscimenti
Sono stati riconosciuti come Prodotti agroalimentari tradizionali italiani
- Regione Abruzzo
  - Farro
- Regione Lazio
  - Farro
  - farro dei monti Lucretili
  - farro del Pungolo e di Acquapendente
- Regione Marche
  - farro
- Regione Molise
  - Farro dicocco Molise
- regione Toscana
  - Farro della Garfagnana (torta di farro)
- Regione Umbria
  - Farro e "Farro di Monteleone di Spoleto"[2]